# Chagrin dans le ciel
Chagrin dans le ciel (저 하늘에도 슬픔이, Jeo haneuledo seulpeumi) est un sonyung manhwa de Lee Hee-jae adapté du roman de Lee Youn-bok publié en Corée du Sud par Séoul Cultural en 1990 et en français par Casterman, collection Hanguk, en 2007.
Lee Youn-bok raconte son histoire dans son journal intime qui sera publié à la fin des années 1960 dans un journal de Corée du Sud, avant d'être adapté en film réalisé par Kim Soo-yong en 1984, puis en manhwa. L'adaptation par Lee Hee-jae a débuté un an après la mort de Lee Youn-bok.

## Histoire
Dans les années 1960 après la guerre de Corée, un jeune garçon de onze ans, Youn-bok, vit avec son père, son frère et ses deux sœurs dans une maisonnette. Sa mère les a abandonné lorsqu'il avait six ans et depuis tous les quatre vivent dans la pauvreté. Son père, malade, ne peut pas travailler. Pour subvenir aux besoins alimentaires de sa famille, Youn-bok travaille dans la rue où il vend des chewing-gums ou doit aller mendier dans le voisinage.
Tous les jours, il écrit ce qu'il vit et ce qu'il ressent dans son journal intime.
Un jour, son institutrice lui présente Kim Dong-sik, également instituteur, qui va se lier d'amitié avec Youn-bok.

## Personnages
- Youn-bok, l'aîné de la famille, a 11 ans et a la responsabilité de sa famille. Il va à l'école quand il ne doit pas travailler ou veiller sur son père malade.

- Soun-na est la cadette de la famille. Elle va à l'école et travaille également dans la rue. Après avoir été arrêtée par les surveillants alors qu'elle vendait du chewing-gum dans la rue et placée dans un centre de redressement dont elle a réussi à s'enfuir, elle décide d'arrêter l'école et de partir trouver un travail. Sa famille n'a alors plus de nouvelles d'elle.

- Youn-sik est le petit frère.

- Tae-soun est la benjamine de la famille, elle pense beaucoup à sa mère.

- Le père est un ancien charpentier qui se retrouve au chômage, trop malade pour travailler. Il vit très mal la situation dans laquelle sa famille se retrouve et ira même jusqu'à songer qu'il vaut mieux qu'ils se suicide tous.

- L'institutrice de Youn-bok est la première à lire le journal intime de Youn-bok et fait connaître son histoire aux autres enfants de la classe ainsi qu'à Kim Dong-sik.

- Kim Dong-sik est instituteur, il va se lier d'amitié avec Youn-bok et va aider sa famille en leur apportant des habits et de la nourriture. C'est grâce à lui que Youn-bok va faire connaître son histoire et publier son journal intime.